# Jewgienij Czernow
Jewgienij Dmitrijewicz Czernow (ros. Евге́ний Дми́триевич Черно́в, ur. 12 marca 1930 w Leningradzie, zm. 29 stycznia 2016 w Petersburgu) – radziecki wiceadmirał, Bohater Związku Radzieckiego (1978).

## Życiorys
Od 1944 pracował w remontowej pracowni łączności Floty Bałtyckiej, 1949 ukończył leningradzką szkołę marynarki wojennej i rozpoczął służbę w Marynarce Wojennej ZSRR, 1949-1953 uczył się w Bałtyckiej Wyższej Szkole Marynarki Wojennej. Po ukończeniu szkoły służył na okrętach podwodnych, dowódca grupy torpedowej, dowódca sekcji bojowej, pomocnik dowódcy okrętu podwodnego "S-80" Flotylli Kaspijskiej. Od 1959 do maja 1960 zastępca dowódcy średniego okrętu podwodnego "S-231" Floty Północnej, od maja 1960 do grudnia 1962 zastępca dowódcy atomowego okrętu podwodnego "K-16", w grudniu 1962 został dowódcą okrętu podwodnego "K-38", 1967 ukończył Akademię Marynarki Wojennej. Od 1971 szef sztabu, a od 1973 do czerwca 1976 dowódca 3 Dywizji Łodzi Podwodnych Floty Północnej Czerwonego Sztandaru, 25 kwietnia 1975 otrzymał stopień kontradmirała. Od czerwca 1976 do lutego 1980 członek Rady Wojskowej i zastępca dowódcy 1 Flotylli Atomowych Łodzi Podwodnych Floty Północnej Czerwonego Sztandaru, od lutego 1980 do 1986 dowódca tej flotylli, 30 października 1981 mianowany wiceadmirałem, 1986-1988 wykładowca, potem zastępca komendanta Akademii Marynarki Wojennej, od sierpnia 1990 w rezerwie. 
W 1980 dowodził ekspedycją na biegun północny. Od 1988 kandydat nauk wojskowych. W sierpniu 1986 otrzymał honorowe obywatelstwo Murmańska.

## Odznaczenia
- Złota Gwiazda Bohatera Związku Radzieckiego (31 stycznia 1978)
- Order Lenina (dwukrotnie - 1970 i 1978)
- Order Rewolucji Październikowej (1985)
- Order „Za służbę Ojczyźnie w Siłach Zbrojnych ZSRR” III klasy (1976)

I medale.